# 168P/Hergenrother
168P/Hergenrother – kometa krótkookresowa z rodziny komet Jowisza.

## Odkrycie
Kometę tę odkrył Carl Hergenrother 22 listopada 1998 roku na zdjęciach wykonanych przez Timothy’ego Spahra w ramach programu Catalina Sky Survey. W nazwie znajduje się nazwisko odkrywcy.

## Orbita komety i właściwości fizyczne
Orbita komety 168P/Hergenrother ma kształt elipsy o mimośrodzie 0,6. Jej peryhelium znajduje się w odległości 1,41 j.a., aphelium zaś 5,83 j.a. od Słońca. Jej okres obiegu wokół Słońca wynosi 6,9 roku, nachylenie do ekliptyki to wartość 21,9˚.
Średnica jądra tej komety to maks. kilka km.